# Duga (Podgorica)
Pour les articles homonymes, voir Duga.
Duga (en serbe cyrillique : Дуга) est un village de l'est du Monténégro, dans la municipalité de Podgorica.

## Démographie

### Évolution historique de la population
| 1948 | 1953 | 1961 | 1971 | 1981 | 1991 | 2003 |
| ---- | ---- | ---- | ---- | ---- | ---- | ---- |
| 161  | 147  | 121  | 130  | 80   | 31   | 34   |